# ۱۱۳ (پیش از میلاد)
۱۱۳ (پیش از میلاد) ۱۱۳مین سال قبل از تقویم میلادی است.